# Ewald Hecker (psychiatra)

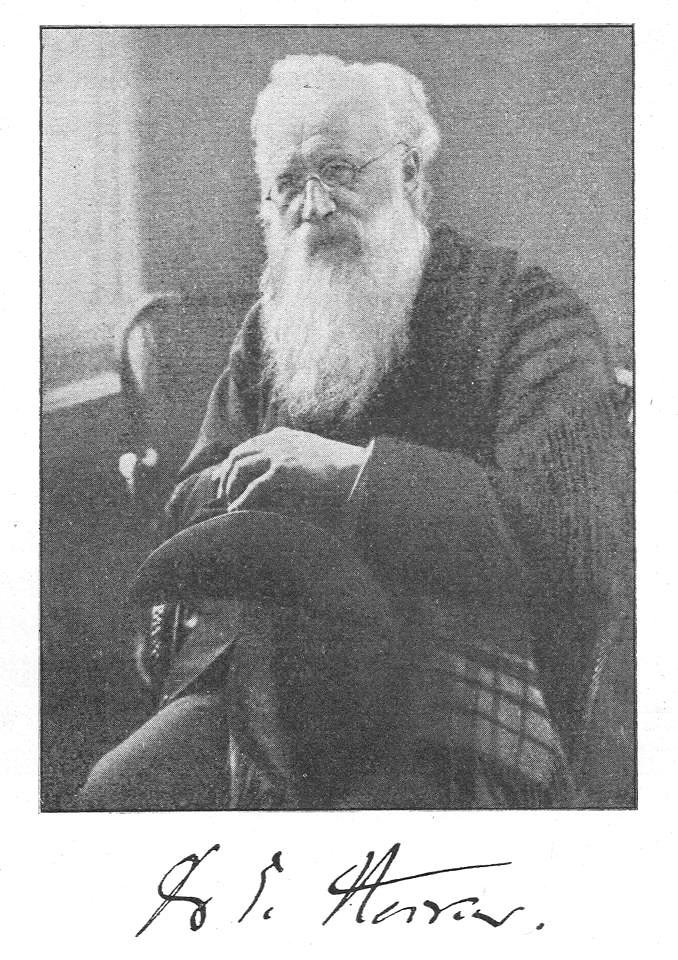
Ewald Hecker

Ewald Hecker (ur. 20 października 1843 w Halle, zm. 12 stycznia 1909 w Wiesbaden) – niemiecki lekarz psychiatra.

## Życiorys
Syn Eduarda Heckera, mistrza budowlanego, i Karoline z domu Hecker. Ukończył Friedrich-Kollegium w Królewcu, po czym zaczął studiować architekturę, zgodnie z życzeniem ojca. Równolegle uczęszczał jednak na wykłady z medycyny i ostatecznie ojciec pozwolił mu poświęcić się studiom zgodnym z jego zainteresowaniami. Tytuł doktora medycyny otrzymał w 1866 roku, po przedstawieniu dysertacji Nonnulla de tuberculosis pulmonum et aetiologia et therapia, napisanej pod kierunkiem Leydena. Rozpoczął wtedy pracę jako trzeci asystent w zakładzie dla chorych psychicznie Allenberg koło Wehlau. Drugim asystentem w Allenbergu był wtedy Karl Ludwig Kahlbaum. Od tego czasu obaj lekarze przyjaźnili się i współpracowali naukowo.
Od 1891 prowadził własny szpital psychiatryczny w Wiesbaden.
Z żoną Henriette Hecker, z domu Leonhardt, miał troje dzieci, dwóch synów i córkę. Ich synem był rzeźbiarz, komik, reżyser filmowy Waldemar Hecker (1873-1958).
Ewald Hecker zmarł w 1909, po przebyciu kilku udarów mózgu.

## Dorobek naukowy
W 1871 rozwinął koncept hebefrenii, wprowadzony do psychiatrii przez Kahlbauma.

## Prace
- Nonnulla de tuberculosis pulmonum et aetiologia et therapia (1866)
- Die Hebephrenie[1]. (1871)
- Zur Begründung des klinischen Standpunktes in der Psychiatrie[2]. (1871)
- Sleep and dreams. Q J Psychiatry Med 5, 67–80 (1871)
- Anleitung für Angehörige von Gemüths- und Geisteskranken zur zweckmässigen Fürsorge für ihre Patienten vor und nach der Uebersiedlung derselben in eine Anstalt. Berlin, 1876 Zweite Auflage, 1879
- Die Ursachen u.Anfangssymptome der psychischen Krankheiten. Sammlung Klinischer Vorträge in Verbindung Mit Deutschen Klinikern (Hrsb. Richard Volkmann). Leipzig: Breitkopf und Härtel, 1876 ss. 917-934
- Ueber das Verhältniss zwischen Nerven- und Geisteskrankheiten, mit besonderer Rücksicht auf ihre Behandlung in getrennten Anstalten. Nach einem im ärztlichen Vereine zu Frankfurt a. M., am 31. Januar 1881 gehaltenen Vortrage. Kassel, 1881
- The causes and first symptoms of mental disease. NC Med J 15, 16–19 (1885)
- Ein neuer transportabler Rheostat. Neurol. Centralbl. 4, ss. 147-149 (1885)
- Die Ursachen und Anfangssymptome d. psych. Krankheiten. [Samml. klin. Vortraege, herausgegeb. von Richard Volkmann, No. 108, Innere Med. No. 38.] Leipzig, Breitkopf u. Haertel.gr. 8, 18 S.
- Zur klin. Diagnostik u. Prognostik d. psychischen Krankheiten. Allg. Ztschr. f. Psychiatrie, xxxiii., 5 n. 6, p. 602
- Die Hebephrenie oder das Pubertaetsirresein. Irrenfreund, xix., 4, 5.
- Dummheit oder krankhafter Schwachsinn? Irrenfreund, xviii., 10.
- Irresein nach Kopfverletzung. Deutsch. Med. Wchschr., ii., 23.
- Bestehen von Geistesstaerung trotz Gestaendnissd. Simulation. Vjhrschr. f ger. Med., N. F. xx., l, p. 15
- Das Lachen in seiner physiolog. u. psycholog. Bedeutung. Allg. Ztschr. f. Psychiatrie, xxix., 6, p. 629.
- Hypnose und Suggestion im Dienste der Heilkunde. Ein Vortrag. Wiesbaden, 1893
- Manie oder hallucinatorischer Wahusinn. Deutsche mil.-ärztl. Ztschr. 22, ss. 371-374 (1893)
- Die Behandlung der Hysterie. Therap. Monatsh. 8, ss. 143; 206 (1894)
- Die Cyclothemie, eine circuläre Gemüthserkrankung. Ztschr. f. prakt. Aerzte 7, ss. 6-15 (1898)
- Katalepsie bei kleinen Kindern. Centralbl. f. Kinderh. 12, ss. 1-7 (1907)